# 小行星18149
小行星18149（18149 Colombatti）是一颗绕太阳运转的小行星，为主小行星带小行星。该小行星于2000年7月29日发现。

## 轨道参数
小行星18149的轨道半长轴为2.8450467 UA，离心率为0.032。